# منظمة التجارة الخارجية اليابانية
منظمة التجارة الخارجية اليابانية - جيترو (日本 貿易 振興 機構 ، Nihon Bōeki Shinkōkikō ، أيضًا ジ ェ ト ロ JETRO) هي مؤسسة إدارية مستقلة أنشأتها منظمة أبحاث تجارة التصدير اليابانية كمؤسسة غير ربحية في أوساكا في فبراير 1952 ، أعيد تنظيمها تحت إشراف وزارة التجارة الدولية والصناعة ( MITI) في عام 1958 (أصبحت لاحقًا وزارة الاقتصاد والتجارة والصناعة METI) ، وأصبحت مؤسسة إدارية مستقلة في عام 2003 لتوحيد جهود اليابان في ترويج الصادرات. قدمت الحكومة أكثر من نصف ميزانية التشغيل السنوية لهيترو. اعتبارًا من يناير 2020 ، احتفظت جيترو بأربعة وسبعين مكتبًا في أربعة وخمسين دولة ، بالإضافة إلى ثمانية وأربعين مكتبًا إقليميًا في اليابان ، مع إجمالي عدد موظفيها 1730 (998 محليًا ، 732 في الخارج). يقع مكتبها الرئيسي في مبنى أرك موري في أكاساكا بطوكيو. في البداية ، ركزت أنشطة جيترو بشكل أساسي على تعزيز الصادرات إلى البلدان الأخرى. مع توطيد المصدرين لأنفسهم في الأسواق العالمية وتحول الميزان التجاري من عجز إلى فائض ، تحول دور الهيئة اليابانية للتجارة الخارجية ليشمل أنشطة أكثر تنوعًا. وقد تضمن ذلك تعزيز التفاهم المتبادل مع الشركاء التجاريين ، وجذب الاستثمار الاستراتيجي ، وترويج الاستيراد ، والاتصال بين الشركات الصغيرة في اليابان ونظيراتها في الخارج ، ونشر البيانات. تضمنت خدمات ترويج الاستيراد المطبوعات والترويج للمعارض التجارية والندوات والبعثات التجارية.
توفر جيترو أيضًا المعلومات والدعم للشركات الأجنبية التي تبحث عن دخول ناجح والتوسع في السوق اليابانية. تقدم جيترو مجموعة واسعة من الخدمات ، مثل معلومات السوق في الوقت المناسب ، ودعم تطوير الأعمال المكثف ، والأحداث التجارية ذات الصلة ، المصممة لتشجيع الأعمال التجارية الجديدة بين الشركات الأجنبية واليابان. توفر جيترو أيضًا معلومات حالية عن القوانين واللوائح المتعلقة بالعمليات التجارية الجديدة في اليابان لمساعدة الشركات في توسيع أعمالها لتشمل اليابان.

## روابط خارجية
- JETRO United States website
- JETRO Services to Expand to Japan
- JETRO Services to Import Japanese Goods & Technology
- JETRO Japan website

1. ↑  مذكور في: ROR release v1.19. تاريخ النشر: 16 فبراير 2023. مُعرِّف الغرض الرَّقميُّ (DOI): 10.5281/ZENODO.7644942.
2. 1 2 3 4  مُعرِّف قاعدة بيانات البحث العالمية (GRID): grid.471612.7.
3. ↑  مُعرِّف سجل الشفافيَّة في الاتحاد الأوروبي: 780988631437-87. الوصول: 22 مايو 2022.
4. ↑  وصلة مرجع: https://www.lobbyfacts.eu/datacard/japan-external-trade-organization?rid=780988631437-87.